# Wirsitzer Kreisbahn
| Wirsitzer Kreisbahn                     | Wirsitzer Kreisbahn |
| --------------------------------------- | ------------------- |
| Dampflokomotive der Wirsitzer Kreisbahn |                     |
| Streckenlänge:                          | 144 km              |
| Spurweite:                              | 600 mm (Schmalspur) |
|                                         |                     |

Die Wirsitzer Kreisbahn (polnisch Wyrzyskie Koleje Powiatowe) war eine Schmalspurbahn im Kreis Wirsitz in der damaligen preußischen Provinz Posen (ab 1921 Powiat Wyrzysk in der Woiwodschaft Posen) mit einer Spurweite von 600 mm.

## Geschichte

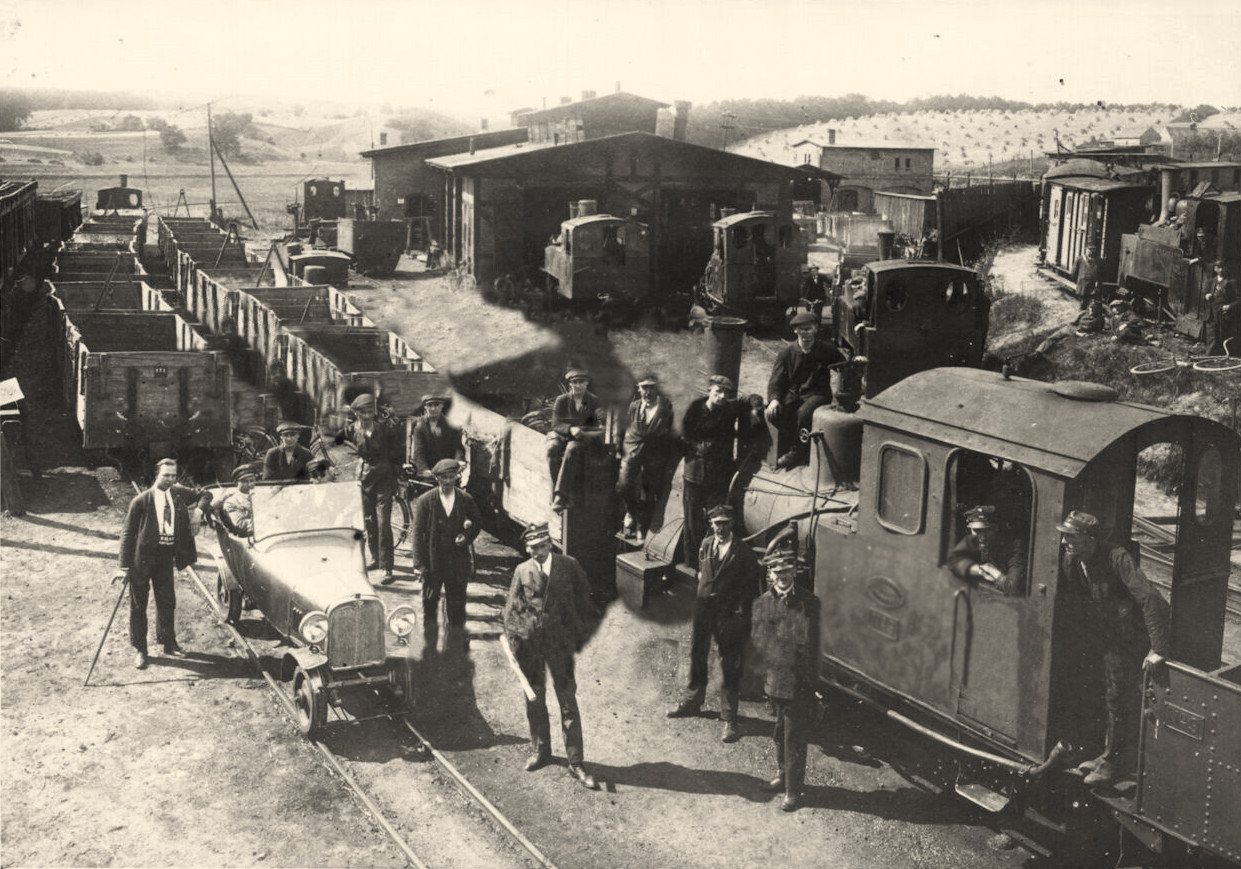
Wirsitzer Kreisbahn '9' O&K Fabriknummer 533/1899, 60 PS, C1t, Kleinbahngesellschaft Krone, für Wirsitzer Kleinbahn '9', Schienenauto und weitere Dampfloks

Der Landkreis Wirsitz war seit 1851 durch die Ostbahnstrecke Bromberg–Schneidemühl, die im Süden parallel zur Netze verläuft, an den Eisenbahnverkehr angeschlossen. In der Mitte und im Norden des Kreises sollte ein Kleinbahnnetz der Personen- und Güterbeförderung dienen. Dieses ging von den Ostbahnstationen Nakel, der größten Stadt des Kreises mit 8.800 Einwohnern, und Weißenhöhe/Białośliwie aus.
Der Kreis beauftragte mit dem Bau die Ostdeutsche Kleinbahn-AG, ab 1899 Ostdeutsche Eisenbahn-Gesellschaft, die ihren Sitz bis 1903 in Bromberg hatte. Sie führte auch den Betrieb bis 30. Juni 1909, den der Kreis dann selbst übernahm.
Am 15. Mai 1895 wurde die 29 Kilometer lange Strecke von Weißenhöhe über Koczik Mühle–Niezychowo–Czajcze/Heinrichsfelde nach Lobsens (2.400 Einwohner) eröffnet, von der in Czajcze eine Stichbahn nach Wissek/Wysoka (4,6 km) abzweigte, die von den Zügen Weißenhöhe–Lobsens mitbedient wurde. Von Lobsens, wo bis 1905 die Betriebsleitung saß, erreichte die Bahn über Liszkowo (erst später in Witzleben umbenannt) nach weiteren 18,3 Kilometern den Bahnhof Witoslaw an der staatlichen Nebenstrecke Nakel–Vandsburg (Więcbork).
Von Nakel aus wurde am 3. Oktober 1895 der Betrieb auf folgenden Strecken aufgenommen:
- Nakel–Trzeciewnica–Dembowko 10,7 km mit Abzweigung bei km 5,2 nach Erlau 3,5 km
- Nakel–Trzeciewnica–Suchary–Kreisgrenze 9,8 km. (Die Züge fuhren bis zum Bahnhof Gumnowitz der Bromberger Kreisbahn)

Eine Verbindung der beiden Kleinbahnstrecken kam erst zustande, als folgende Strecken am 21. September 1901 den Güterverkehr und am 5. August 1903 auch den Personenverkehr, der sehr schwach war, aufnahmen:
- Niezychowo (Zuckerfabrik)–Hermannsdorf–Erlau 34,8 km
- Wissek–Moschütz–Grabau–Koczik Mühle 25,3 km

Nun kamen nur noch einige kurze Güterbahnen hinzu, unter ihnen (1906) eine vier Kilometer lange Verbindung von Weißenhöhe zum Netzehafen.
Dagegen bekam die Kreisstadt Wirsitz/Wyrzysk mit nur 1.700 Einwohnern zu keiner Zeit Anschluss an die Kreisbahn; für sie musste der Bahnhof Netzthal (bis etwa 1875 Osiek) an der Ostbahn ausreichen, wo 1914 sogar ein Schnellzugpaar hielt. Seit 1920 bzw. 1945 heißt der Ort Netzthal wieder Osiek nad Notecią.
Das Netz umfasste 1914 eine Länge von 144 Kilometern. Es waren 15 Dampflokomotiven, 7 Personenwagen, 2 Packwagen, 440 Güterwagen und 10 Spezialwagen vorhanden. Mit der Bromberger Kreisbahn zusammen bildete die Wirsitzer Kreisbahn ein zusammenhängendes Schmalspurnetz von 260 Kilometern Länge.

## Weiterer Betrieb bis 1993
In Weißenhöhe (ab 1920 wieder offiziell Białośliwie) und Nakło befanden sich Bahnbetriebswerke. 1920 wurde der Abschnitt Koczik Mühle–Wysoka (Wissek) stillgelegt.  Etwa 1923 wurde eine sieben Kilometer lange Verbindung der Station Liszkowo an der Nordstrecke mit dem Bahnhof Radzicz (Hermannsdorf) an der Südstrecke hinzugebaut. 1926 wurde ein Teil der 1920 stillgelegten Strecke wiedereröffnet, von Wysoka nach Mościska (Moschütz).

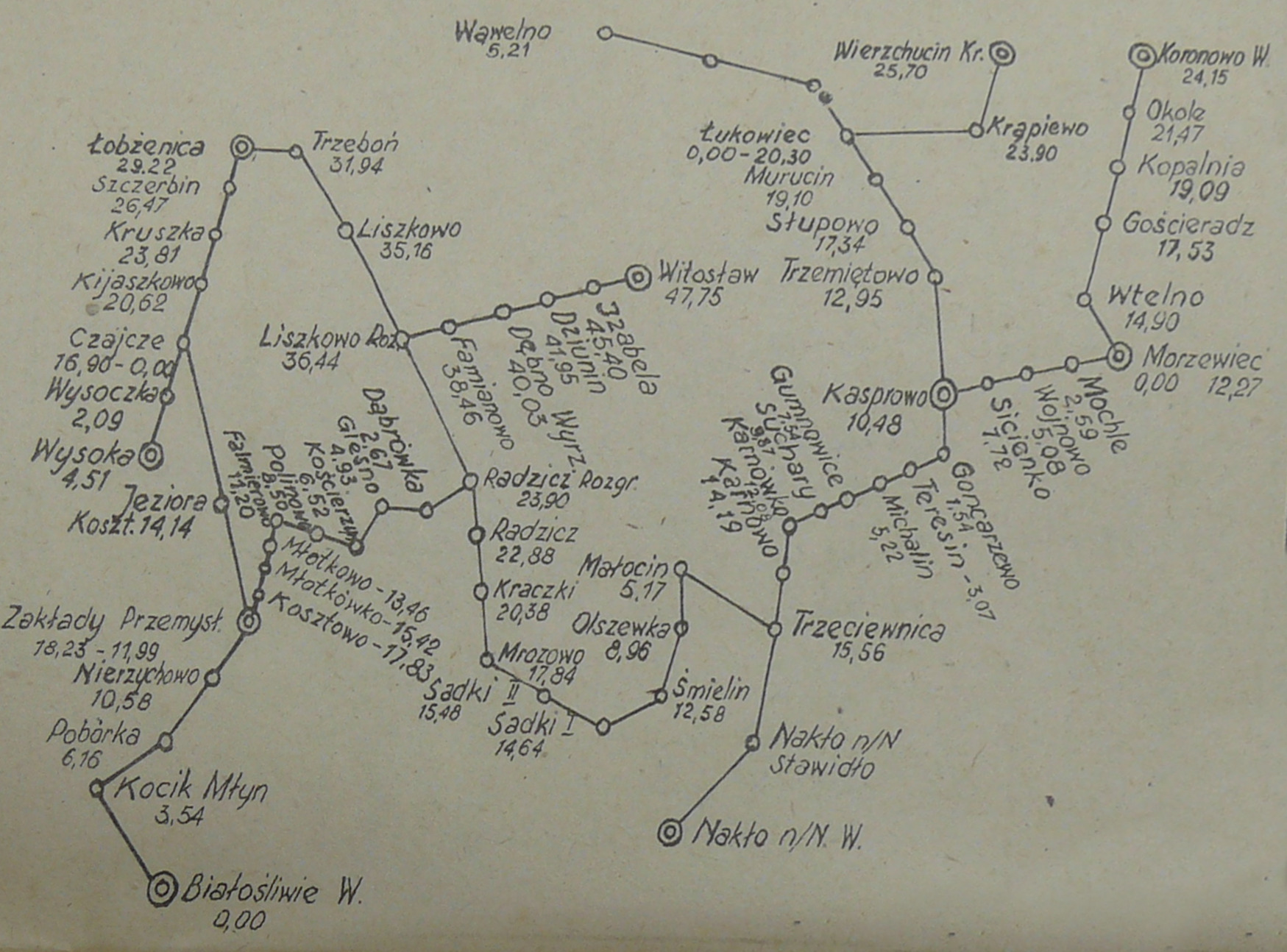
Netzkarte (2013) der vereinigten Wirsitz-Bromberger Kreisbahn

1948 wurden die Wyrzyskie Koleje Powiatowe mit dem Restnetz der Bydgoskie Koleje Powiatowe (ehem. Bromberger Kreisbahn) zu den Bydgosko-Wyrzyskie Koleje Dojazdowe zusammengefasst. Deren Streckennetz umfasste zunächst 206,76 Kilometer. 1970 wurde der Teil Wysoka–Mościska endgültig stillgelegt. 1979 endete der Personenverkehr im Abschnitt Witosław–Łobżenica, 1980 Łobżenica–Białośliwie und zum 31. Dezember 1991 Nakło–Morzewiec. Der Abschnitt Witosław–Dziunin wurde 1992 abgebrochen.
Der Güterverkehr endete 1992 in den Abschnitten Liszkowo (Witzleben)–Dębówko Stare und Abzweigung Radzicz–Zakłady Przemysłowe ((?), möglicherweise das Werk Zakład Rolniczo-Przemysłowy) sowie an der Anschlussbahn zur Zuckerfabrik Nakło, zum 31. Dezember 1993 dann auf der gesamten Strecke.

## Beförderungszahlen
Die Beförderungsleistungen umfassten 1939/40 82.255 Personen. 1941 waren es 185.796 Tonnen Güter. Die Spitzenleistung schaffte die Bahn 1958 mit 293.000 Tonnen Gütern. 1992 waren es noch 75.000 Tonnen, davon 45.000 Tonnen Rüben.

## Museumsbahn
Seit 2008 stehen die noch vorhandenen Reste der Bahn unter Denkmalschutz. Der örtliche Verein Towarzystwo Wyrzyska Kolejka Powiatowa in Białośliwie kümmert sich seit 2001 um die Erhaltung der Fahrzeuge und die Betriebsbereitschaft der Strecke. Zugfahrten veranstaltet er allerdings nur auf Bestellung. Seit dem 1. April 2009 gehört die Bahnanlage dem Powiat Pilski (Landkreis  Piła), der sie von den PKP übernahm. Seit 2011 ist der Abschnitt Białośliwie (Weißenhöhe)–Kozik Młyn (Koczik Mühle) in Betrieb. Im Einsatz ist Dampflok Px38-805.
Seit Mai 2013 ist der Abschnitt nördlich der S10 Niezychowo-Czajcze (Heinrichsfelde)- Wissek wieder befahrbar.
Alljährlich Anfang Juni findet ein großes Schmalspurtreffen mit mehreren Gastlokomotiven statt.